# Одесская оборона (1941)
Оде́сская оборо́на — успешная оборона города Одессы 5 августа — 16 октября 1941 года в ходе Великой Отечественной войны войсками Отдельной Приморской армии (генерал-лейтенант Г. П. Софронов, с 5 октября — генерал-майор И. Е. Петров), силами и средствами Одесской военно-морской базы (контр-адмирал Г. В. Жуков) и Черноморского флота (вице-адмирал Ф. С. Октябрьский) при активном участии гражданского населения города против немецко-румынских войск (4-й румынской армии, 72-й немецкой пехотной дивизии и сил люфтваффе), окруживших Одессу с суши.
В ходе обороны города сравнительно небольшим силам обороняющихся удалось отражать удары значительно превосходящих сил противника. Снабжение города осуществлялось транспортными судами и боевыми кораблями Черноморского флота. Последние также поддерживали оборону огнём своих орудий. В результате сражения Одесса была взята немецко-румынскими войсками.

## Военно-стратегическая ситуация

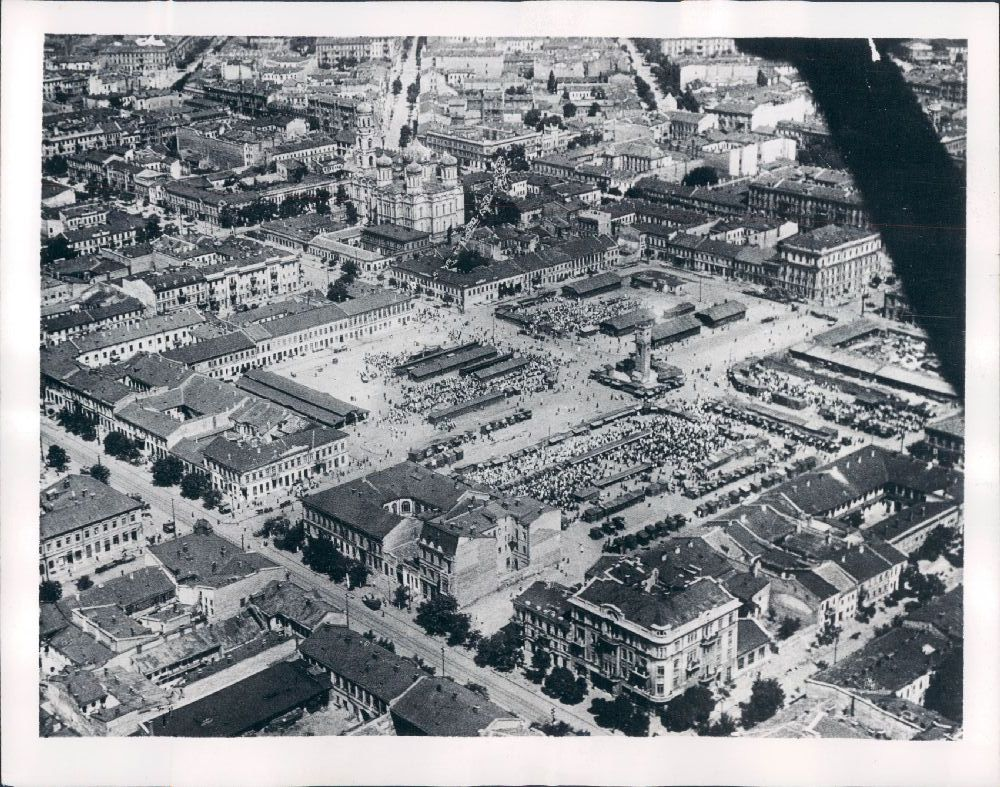
Вид Одессы описываемого периода.

22 июня 1941 года Румыния, совместно с нацистской Германией, начала наступление на Советский Союз. Силы вторжения на советско-румынской границе насчитывали около 600 тысяч человек. 11-я немецкая армия прикрывала от возможного советского удара 3-ю и 4-ю румынские армии, наступавшие на территорию СССР.
С раннего утра 22 июня начались артиллерийские обстрелы и бомбардировки советских городов, расположенных на берегу реки Дунай, а также главной базы Дунайской флотилии.
Несмотря на многочисленные попытки, румыно-немецким войскам не удалось форсировать реки Прут и Дунай и захватить плацдармы на украино-молдавских территориях.
25 июня 1941 года был осуществлён первый в истории Великой Отечественной войны десант на вражескую территорию. В операции приняли участие моряки Дунайской военной флотилии, части 25-й Чапаевской и 51-й Перекопской стрелковых дивизий, пограничники 79-го Измаильского пограничного отряда, при поддержке полевой артиллерии 25-й стрелковой дивизии и огня речных миномётов.
Несмотря на приказ Иосифа Сталина «Границу не переходить», советским десантникам удалось переправиться через Дунай, захватить и удержать плацдарм на территории противника.
25 июня 1941 года на базе Одесского военного округа был создан Южный фронт под командованием генерала Ивана Тюленева. В состав фронта вошли 9-я и 18-я армии, Дунайская флотилия, Одесская военно-морская база, пограничные отряды войск НКВД и формирования Одесского военного округа.
19 июля 1941 года из частей Приморской группы войск была создана Приморская армия.
22 июля 1941 года начались бомбардировки Одессы (в этот день на город дважды совершили налёты группы бомбардировщиков).
В результате прорыва советской обороны на реке Днестр силами 11-й немецкой и 4-й румынской армий, осложнилось положение на одесском направлении.
В начале августа 1941 года войска 4-й румынской армии, командование которыми осуществлял генерал Николае Чуперка (5 пехотных, две кавалерийские дивизии и одна моторизованная бригада), отрезали части Приморской армии (две стрелковые и 1-я кавалерийская дивизии) от главных сил Южного фронта.
В дальнейшем, именно 4-я румынская армия являлась основной силой противника в борьбе за Одессу. Кроме румынских войск, под Одессой действовали 72-я пехотная дивизия вермахта (в неполном составе), 2 штурмовых и 4 сапёрных немецких батальона, 3 немецких дивизиона тяжелой артиллерии, а также периодически привлекались части люфтваффе. К началу сентября общая численность немецко-румынских войск у Одессы составляла около 277 тысяч солдат и офицеров, до 2200 орудий и миномётов, 100—120 танков, от 300 до 400 самолётов.

## Ход обороны
5 августа 1941 года Приморская армия отошла на рубеж Березовка — Раздельная — Кучурганский лиман. В этот же день Ставка Верховного Главнокомандования приказала Южному фронту оборонять Одессу до последней возможности, а командующий ВМФ СССР Н. Г. Кузнецов дал указания Черноморскому флоту по обороне Одессы.
7 августа 1941 года был захвачен Вознесенск, после чего возникла угроза выхода немецко-румынских войск к Одессе.
8 августа 1941 года начальник гарнизона Одессы объявил в городе режим осадного положения. В этот же день противник вышел к Днестровскому лиману и предпринял попытку овладеть городом с ходу, в этот же день при участии населения города было начато строительство оборонительных рубежей.
По состоянию на 8 августа 1941 года, на вооружении Приморской армии имелось 303 полевых и противотанковых орудия, ещё 35 орудий береговой обороны имелось в распоряжении Одесской военно-морской базы.
9 августа 1941 года Одесский областной комитет КП(б)У и Одесский облисполком выпустили обращении «К гражданам Одессы». В этот же день, 9 августа 1941 года у Аджалыкского лимана был уничтожен немецкий десант — рота немецких парашютистов в красноармейской форме.
До 10 августа войска Приморской армии вели бои на дальних подступах к Одессе, 10 августа 1941 года 12 дивизий и 7 бригад 4-й румынской армии атаковали по всему фронту, в результате советские войска с боями отошли на передовой рубеж обороны, проходивший по линии Григорьевка — Свердлово — Чеботарёвка — Кагарлык — Днестровский лиман.
12 августа 1941 года наступавшие на широком фронте немецко-румынские войска сумели прорваться восточнее Куяльниково (Кулиндорово), однако их дальнейшее продвижение было остановлено.
13 августа 1941 года из Одессы на восток ушёл последний поезд. В этот же день немецко-румынские войска перерезали линию железной дороги, вышли к Чёрному морю восточнее Одессы и полностью блокировали Одессу с суши, окончательно отрезав её от войск Южного фронта.
Для организации обороны в условиях окружения, одесский плацдарм был разделён на три сектора обороны:
- Западный сектор обороны[19]
- Восточный сектор обороны[19]
- Южный сектор обороны[19]
- кроме того, был создан Тендровский боевой участок (Тендровская коса, остров Первомайский, остров Березань)[19]

Значительную помощь в обороне Одессы оказали силы Черноморского флота и моряки Черноморского морского пароходства под руководством капитана Георгия Мезенцева.
- Одесской военно-морской базой для обороны Одессы был создан отряд боевых кораблей северо-западного района под командованием контр-адмирала Д. Д. Вдовиченко (крейсер «Коминтерн», эсминцы «Шаумян» и «Незаможник», дивизион канонерских лодок[6], бригада торпедных катеров, сторожевые катера и вспомогательные суда), сформированы два полка морской пехоты (1-й полк морской пехоты и 2-й полк морской пехоты) и шесть отрядов моряков[10],
- корабли Черноморского флота и торгового флота (в том числе, корабли и суда Одесского порта) осуществляли снабжение Одессы на всём протяжении обороны[1],
- в дополнение к береговой и сухопутной артиллерии была организована достаточно эффективная система артиллерийской поддержки войск корабельной артиллерией (создан морской артиллерийский штаб, система вызова и корректировки артогня, на сухопутных фронт направлены подвижные посты корректировки огня, налажена бесперебойная связь),
- для прикрытия города с моря установлена минно-артиллерийская позиция (1 672 морских мины и 470 минных защитников), усиленная 2 бонами и несколькими старыми транспортными судами, затопленными на ряде фарватеров[20]

Активную помощь обороне оказало население города:
- добровольцы и призывники из Одессы пополняли войска, кроме того, из местных жителей были созданы истребительный батальон Одесского порта, районные отряды обороны (общей численностью 7 500 человек) и женский оборонительный батальон (900 человек)[11].
- до 100 тысяч горожан работали на строительстве укреплений и сооружении баррикад[1]. Военнослужащими и населением были построены три оборонительных рубежа общей протяжённостью свыше 250 км (передовой рубеж проходил в 20-25 км от города; главный рубеж — в 10-14 км от города и рубеж прикрытия — в 6-10 км от черты города) и около 250 баррикад[6][12]
- предприятия города были переориентированы на нужды обороны: на них был освоен ремонт вооружения и техники, выпуск продукции военного назначения[1]. Хотя до начала войны в городе не имелось предприятий военной промышленности, во время осады Одессы свыше 20 предприятий города освоили выпуск военной продукции: ими было выпущено 3 бронепоезда[11], 1262 миномёта[11] (свыше тысячи 50-мм миномётов и 200 82-мм миномётов), 1022 траншейных огнемёта[11], 210 тысяч ручных гранат[11], 30 тысяч противотанковых и противопехотных мин[21], а также бронетракторы НИ-1, бутылки с зажигательной смесью, тёрочные запалы для ручных гранат и полевой телефонный кабель[22].

Генерал-лейтенант Георгий Павлович Софронов. Почти до самого конца Одесской обороны, до 5 октября 1941 года — командующий Приморской армией, на которую выпало основное бремя по защите Одессы.

19 августа 1941 года решением Ставки Верховного Главнокомандования был создан Одесский оборонительный район (ООР). Командующим ООР с непосредственным подчинением командующему Черноморским флотом был назначен командир Одесской военно-морской базы контр-адмирал Гавриил Жуков, начальником штаба ООР — генерал-майор Гавриил Шишенин. В ООР вошли Отдельная Приморская армия под командованием генерал—лейтенанта Георгия Павловича Софронова (с 5 октября — генерал-майора Ивана Петрова), Одесская военно-морская база и Черноморский флот (командир — вице-адмирал Филипп Октябрьский). Прикрытие с воздуха осуществлял 69-й истребительный авиационный полк на самолётах И-16 и Як-1. Создание ООР стало первым опытом новой организации разнородных сил обороны под единым командованием в Великой Отечественной войне и сыграло важную роль в устойчивой и длительной обороне Одессы против превосходящих сил противника.
Была поставлена задача: оборонять район Фонтанка, Кубанка, Ковалёвка, Отрадовка, Первомайск, Беляевка, Маяки, станция Каролино-Бугаз. Надлежало уделить особое внимание созданию и развитию инженерных сооружений, тыловых рубежей, подготовке к обороне самого города. Предписывалось привлечь к защите города всё население, способное носить оружие.
20 августа 1941 года немецко-румынские войска возобновили штурм города. Позиции трёх стрелковых и одной кавалерийской дивизии РККА атаковали 11 пехотных дивизий, три кавалерийские дивизии, 1 моторизованная бригада и 1 пехотная бригада противника, однако их продвижение было остановлено на оборонительных рубежах в 8 — 15 км от черты города.
14 сентября 1941 года военный совет ООР был вынужден запросить срочную помощь в связи с нехваткой подкреплений. 15 сентября был получен ответ с приказом продержаться ещё несколько дней.
16 сентября 1941 года по распоряжению Ставки из Новороссийска в Одессу были отправлены кадровая 157-я стрелковая дивизия (12 600 человек под командованием полковника Д. И. Томилова) и один дивизион реактивных миномётов.

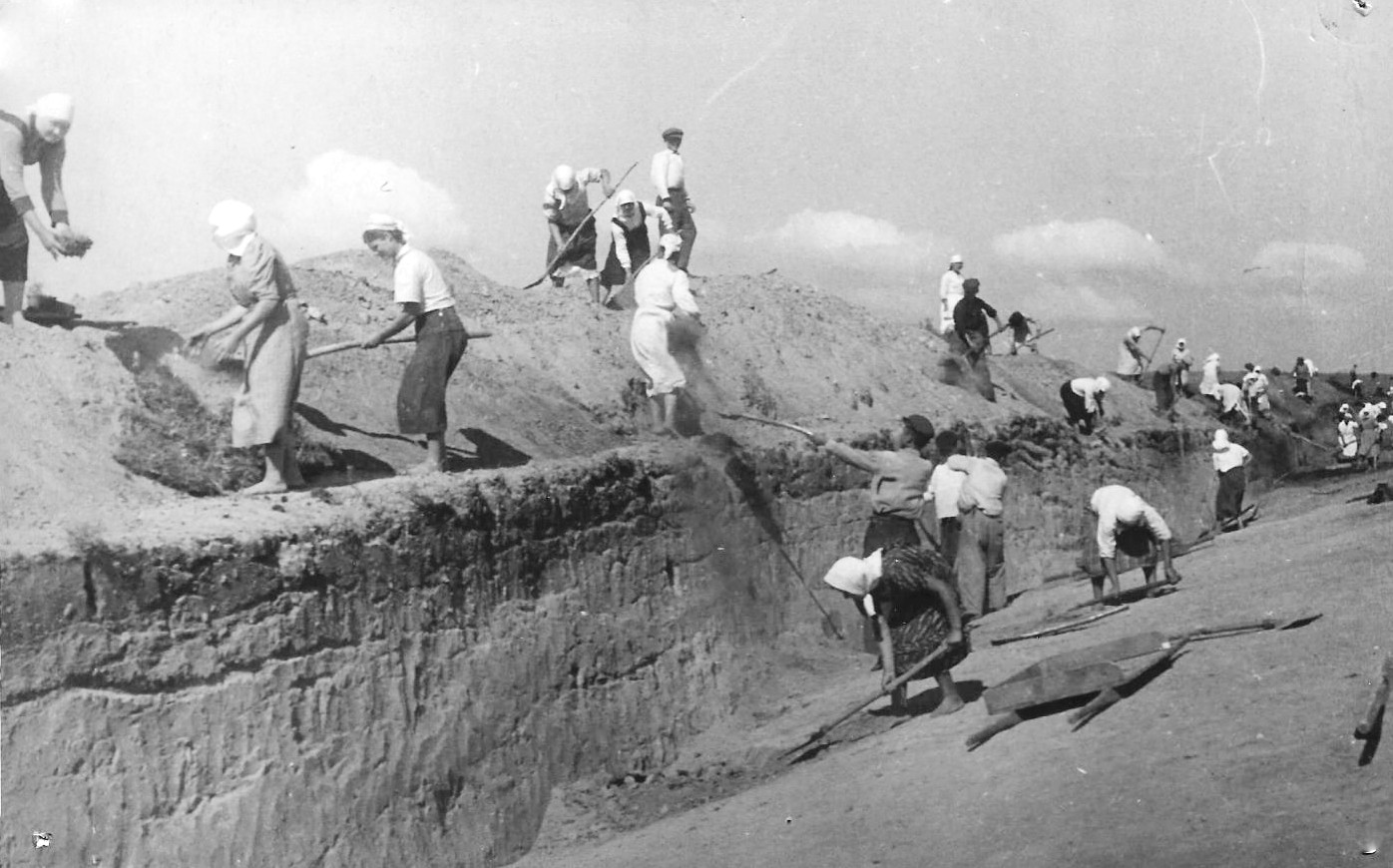
Украинские колхозники роют противотанковые рвы. Сентябрь 1941 г.

17 сентября 1941 года в Одесский порт прибыл первый эшелон 157-й стрелковой дивизии.
Прибывшее пополнение из резерва Ставки и силы обороны Приморской армии укрепили позиции в Южном секторе ООР, что позволило приступить к подготовке контрудара в Восточном секторе с тем, чтобы избавить город и порт с ведущими к нему фарватерами от артиллерийских обстрелов с северо-востока.
21 сентября 1941 года под давлением со стороны противника части Отдельной Приморской армии были вынуждены отступить в районе Сухого и Большого Аджалыкского лимана. После этого румынские войска начали систематический артиллерийский обстрел города с целью дезорганизовать оборону и деморализовать обороняющихся и население города.
22 сентября 1941 года в Восточном секторе обороны советские войска нанесли комбинированный контрудар: в районе Григорьевки в тыл противника был выброшен воздушный десант (23 человека) и высажен морской десант (1929 военнослужащих 3-го полка морской пехоты), на линии фронта начали наступление 157-я и 421-я стрелковые дивизии. В результате операции были освобождены 120 км² территории и несколько населённых пунктов, разгромлены 13-я и 15-я румынские пехотные дивизии (474 убитых, 1475 раненых, 1247 пропавшими (общие потери Румынии за этот день на весь советский фронт)), взяты трофеи (6 единиц бронетехники, 38 артиллерийских орудий, 30 миномётов, 110 станковых пулемётов, 113 ручных пулемётов и автоматов, более 2000 винтовок, 4 тыс. снарядов, 15 тыс. мин) и пленные, линия фронта была отодвинута на 5-8 км от города.
24 сентября положение на фронте стабилизировалось. Был прекращен артиллерийский обстрел порта и акватории. Штаб Одесского Оборонительного района приступил к разработке плана подготовки войск к длительной обороне в связи с приближением зимы.
28 сентября 1941 года советские войска нанесли контрудар в Восточном секторе, в результате которого были взяты трофеи: 20 автомашин, 40 пулемётов и более 250 винтовок.

### Эвакуация войск
30 сентября 1941 года в связи с осложнением обстановки на Южном фронте и необходимостью усиления войск для обороны Крымского полуострова Ставка ВГК приняла решение о эвакуации ООР. В Одессу была направлена директива: «Храбро и честно выполнившим свою задачу бойцам и командирам ООР в кратчайший срок эвакуировать войска Одесского Оборонительного района на Крымский полуостров».
2 октября 1941 года советские войска перешли в контрнаступление, в результате которого были разгромлены 4 румынских батальона, захвачены 44 артиллерийских орудия и стрелковое оружие. 4 октября 1941 года советские войска отошли на исходные позиции.
9-10 октября 1941 года началось последнее наступление на Одессу, которое было отбито по всему фронту.
Эвакуация войск в условиях непосредственного соприкосновения с противником является сложнейшей задачей. Тем не менее, командование ООР организовало и успешно осуществило эвакуацию, которая прошла практически без потерь: 16 октября вражеская авиация, пытавшаяся преследовать в море уходящий конвой, потопила только шедший концевым транспорт «Большевик», из бывших на борту членов команды 37 спасены, 16 погибли, по другим данным, только трое погибли.
В период с 1 по 16 октября 1941 года из Одессы было эвакуировано 86 тысяч военнослужащих, 15 тысяч человек гражданского населения, 19 танков и бронеавтомобилей, 462 орудия, 1158 автомашин, 3625 лошадей и 25 тысяч тонн военных грузов, а также 240 пленных. Всего за период обороны Одессы, вопреки утверждениям ряда авторов, что эвакуация населения из города не производилась, из него было вывезено морем свыше 300 000 человек гражданского населения, а также члены семей военнослужащих.
16 октября 1941 года была завершена эвакуация последнего эшелона оборонявших Одессу войск: в 05:30 утра последний корабль отошёл от причала и взял курс на Севастополь под прикрытием кораблей Черноморского флота и авиации. Однако румынские войска заняли город только к вечеру, поскольку командование румынских войск опасалось, что город превращён в ловушку или засаду.

### Результаты
В течение 73 дней оборона Одессы задерживала продвижение правого крыла войск группы армий «Юг» вермахта. Было отвлечено и сковано до 18 дивизий немецко-румынских войск общей численностью свыше 300 тысяч военнослужащих. Общие потери немецко-румынских войск в районе Одессы составили свыше 160 тысяч военнослужащих, около 200 самолётов и до 100 танков.
Оборона Одессы позволяла советскому Черноморскому флоту номинально контролировать всю северо-западную часть Чёрного моря, однако из-за немецкого господства в воздухе и плотных минных постановок у берегов Румынии больших успехов он не добился. Армия и флот в борьбе за Одессу получили большой боевой опыт. Огромным было и морально-политическое значение 73-дневной обороны Одессы в период быстрого наступления германских войск на всём советско-германском фронте.
Потери советских войск за период обороны Одессы составили: 16 578 человек безвозвратных потерь (погибшими, умершими от ран, пропавшими без вести и пленными) и 24 690 человек санитарных потерь (ранеными и больными).
Оборона Одессы предоставила возможность осуществить эвакуацию гражданского населения, культурных и материальных ценностей. Всего в августе 1941 года из Одессы было эвакуировано 58 тысяч человек гражданского населения и 67,6 тысяч тонн грузов, в сентябре 1941 года — 67 тысяч человек гражданского населения и 44,8 тысяч тонн грузов, за 15 дней октября 1941 года — 18 тысяч гражданского населения и 18,5 тысяч тонн грузов. Среди вывезенного имущества: промышленное оборудование (оборудование завода «Большевик», станкостроительного завода имени В. И. Ленина, судостроительного и судоремонтного завода, заводов сельскохозяйственных машин имени Октябрьской революции, тяжёлого весостроения имени Старостина, сахарного, консервного, суперфосфатного и других заводов Одессы), топливо, металл и иное сырьё, паровозы и железнодорожные вагоны, музейные ценности и картинные галереи.
По окончании боёв за Одессу 4-я румынская армия была отведена в Румынию на переформирование, на которое понадобилось два месяца.
Подводя итоги обороны Одессы, газета «Правда» писала: 

«Вся советская страна, весь мир с восхищением следили за мужественной борьбой защитников Одессы. Они ушли из города, не запятнав своей чести, сохранив свою боеспособность, готовые к новым боям с фашистскими ордами. И на каком бы фронте ни сражались защитники Одессы — всюду будут они служить примером доблести, мужества, геройства».
18 октября в газете «Красная звезда» появилась статья члена Военного совета Отдельной Приморской армии Л. П. Бочарова «65 дней героической обороны Одессы», в которой автор объяснял, что «Одесса оставлена нашими войсками после того, как они выполнили свою задачу: сковать как можно больше вражеских войск, измотать их, нанести сокрушительные удары по их живой силе и технике…».

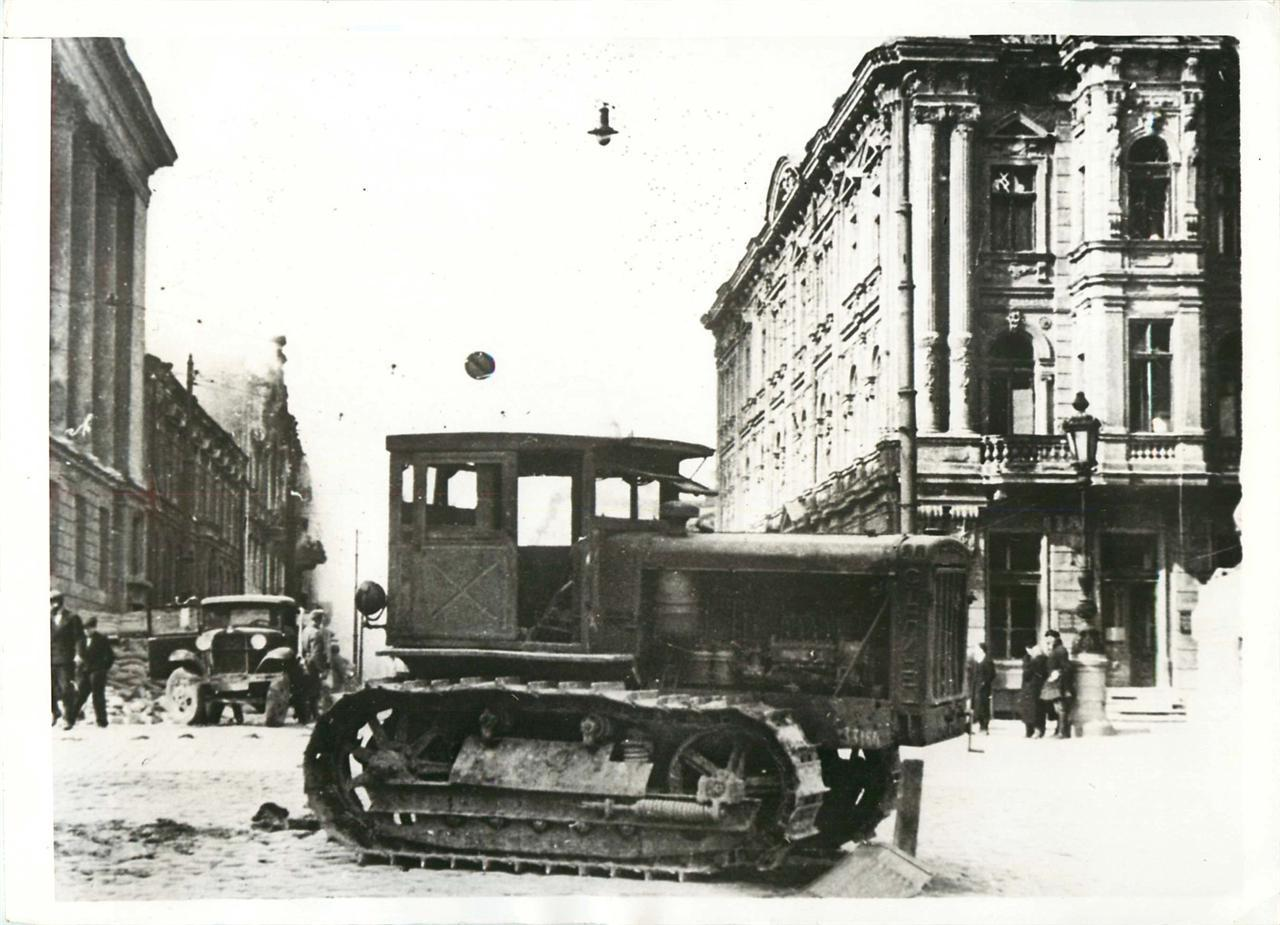
Вид Ланжероновской улицы в первые дни после входа в Одессу румынских войск. Брошенный советский трактор C-65 напротив главного входа в Оперный театр (справа за кадром).

### Последующие события
После захвата Одессы оккупационными властями начались проводиться репрессии против взятых в плен красноармейцев, оставшихся коммунистов, евреев и цыган]].
Для организации подпольной деятельности и партизанского движения в Одессе и Одесской области, при оставлении Одессы в городе были оставлены подпольный Одесский обком КП(б)У и Одесско-пригородный районный комитет КП(б)У. В дальнейшем, в городе начало действовать подполье, часть боевых групп которого базировалась в одесских катакомбах, а Одесско-пригородный райком сформировал в области два партизанских отряда. В общей сложности, за период оккупации войсками Третьего рейха и его союзников одесские партизаны и подпольщики уничтожили 3 тысячи оккупантов и их пособников.
Приморская армия, переброшенная в Крым, приняла участие в тяжёлых оборонительных боях в Крыму, отступила в Севастополь и участвовала в обороне Севастополя.
10 февраля 1942 года Президиум Верховного Совета СССР издал Указ о награждении орденами и медалями нескольких сотен участников обороны Одессы.

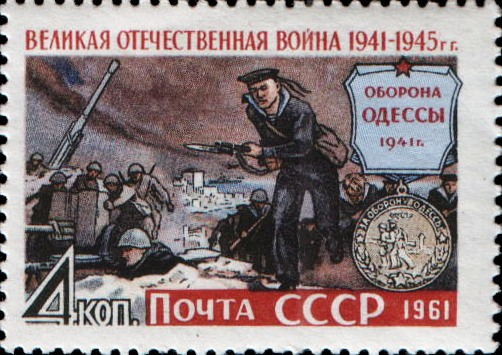
Марка Почты СССР к 20-летию обороны

Указом Президиума Верховного Совета СССР от 22 декабря 1942 года была учреждена медаль «За оборону Одессы», которой награждались все участники обороны Одессы — военнослужащие Красной армии, Военно-Морского флота и войск НКВД, а также лица из гражданского населения, принимавшие непосредственное участие в обороне Одессы с 10 августа по 16 октября 1941 года.

## Память

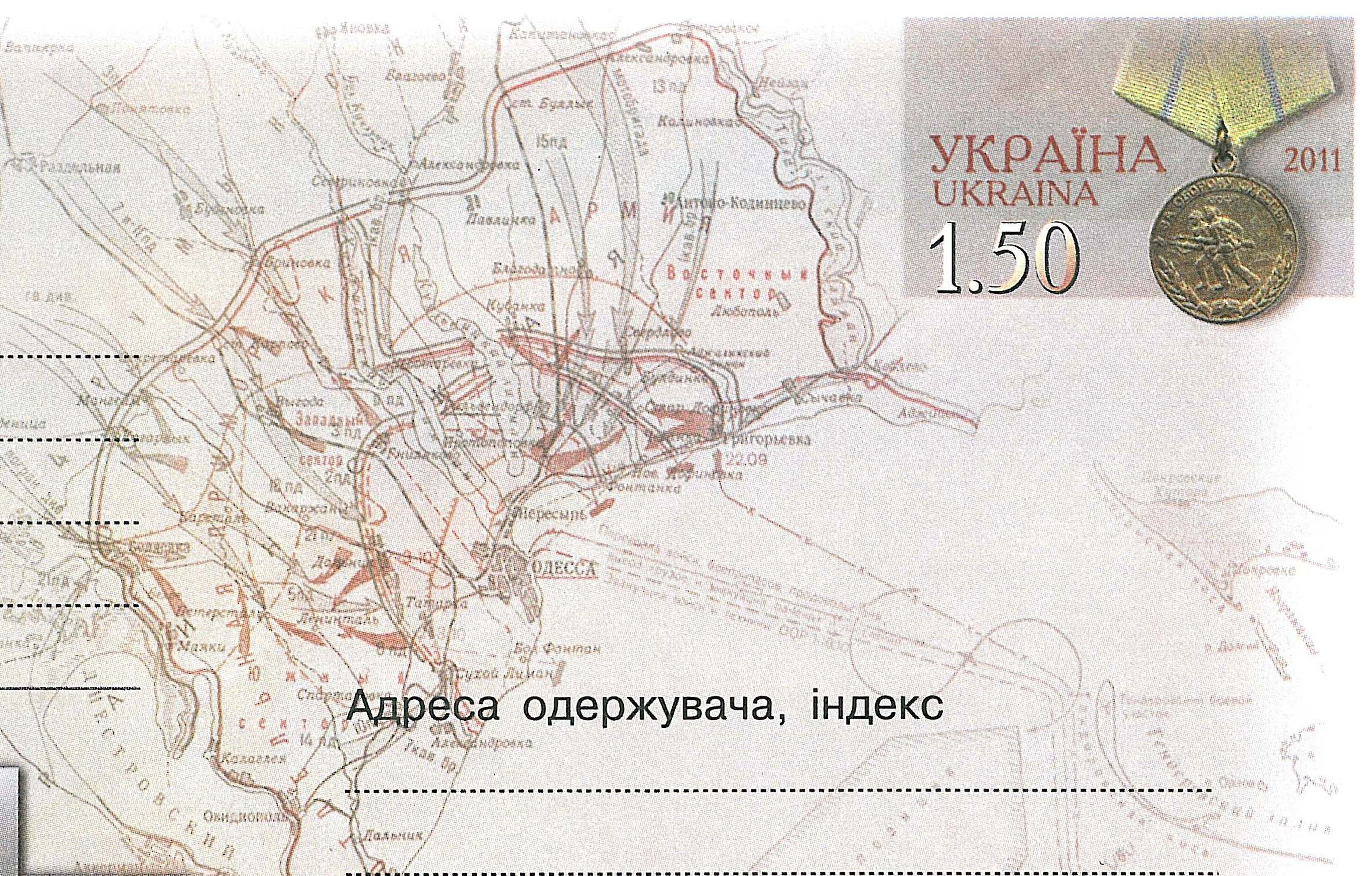
«Карта обороны Одессы» конверт, почта Украины, 2011

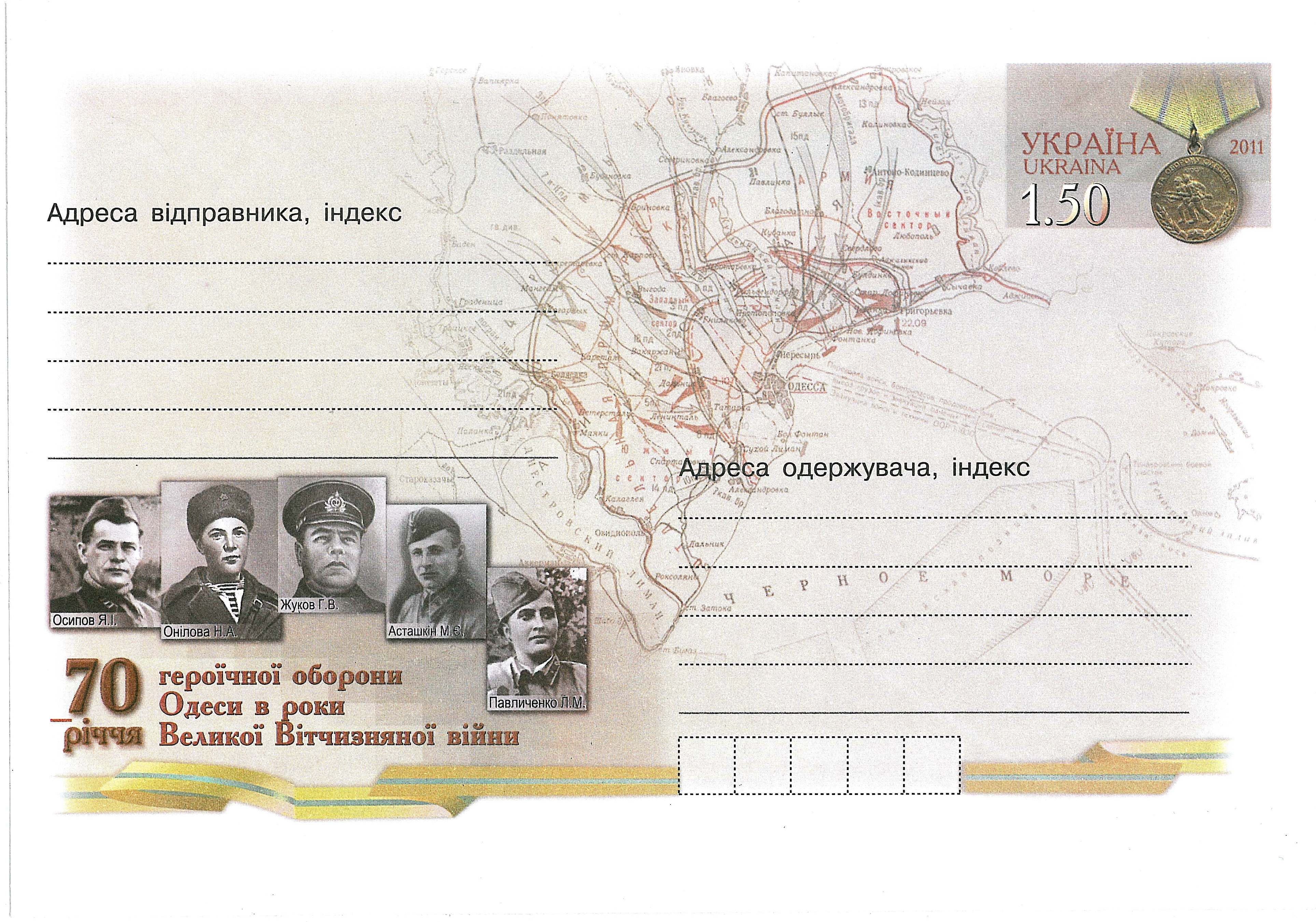
Карта военных действий, медаль «За оборону Одессы» и герои обороны: Осипов Я. И., Онилова Н. А., Жуков Г. В., Асташкин М. Е., Павличенко Л. М., 2011 г. Конверт, почта Украины.

Приказом Верховного главнокомандующего от 1 мая 1945 года № 20 Ленинград, Сталинград, Севастополь и Одесса были названы городами-героями. 8 мая 1965 года, Указом Президиума Верховного Совета СССР городу вручена медаль «Золотая Звезда» и ордена Ленина.
В 1964—1967 годах память о героической обороне Одессы увековечил Зелёный пояс Славы, воздвигнутый там, где проходил рубеж обороны.
Мемориальный комплекс Памятник неизвестному матросу и Аллея Славы в парке Шевченко.
В 1975 году в городе был открыт Мемориал героической обороны Одессы.

## Оборона Одессы в кинематографе
- «Одесса в огне», итало-румынский,1942
- «Жажда», Одесская киностудия, 1959
- «Одесские каникулы», Одесская киностудия, 1965
- «Поезд в далёкий август», Одесская киностудия, 1971
- «Подвиг Одессы», Одесская киностудия, 1985
- «Битва за Севастополь» (укр.  «Незламна»— «Несломленная»), украинско-российский, 2015.
- «Разрыв», 2016

### Комментарии
1. ↑  В августе-октябре 1941 года в разное время в неё входили от 14 до 16 пехотных и кавалерийских дивизий, от 4 до 6 бригад.